# Dřínek (Hrobčice)
Dřínek (německy Trinka) je zaniklá vesnice v okrese Teplice. Ležela 3,5 kilometru severovýchodně od Hrobčic. Zůstalo po ní katastrální území Dřínek o výměře 1,41 km². Vesnice zanikla v důsledku budování Radovesické výsypky. Asi 800 metrů jihozápadně od bývalé vesnice se nachází přírodní rezervace Dřínek.

## Název
Název vesnice je zdrobnělinou slova dřín (staročesky dřien) a německá varianta je odvozena ze tvaru druhého pádu. V písemných pramenech se jméno vyskytuje ve tvarech: in Drzienku (1492), Drzinek (1628–1634), Tržinka (1787) a Třinka (1833).

## Historie
První písemná zmínka o Dřínku pochází z roku 1492, kdy vesnice patřila k bílinskému panství, u něhož zůstala až do devatenáctého století. Další zmínka z roku 1643 se vztahuje ke značným škodám způsobeným oddíly císařské armády. Po třicetileté válce ve vsi žilo pět sedláků a čtyři chalupníci. Škody způsobili také ruští kozáci a pruští vojáci v roce 1813 během napoleonských válek. Válečné události vedly k nedostatku potravin, který umocnila neúroda v letech 1816 a 1817.
Vesnice mívala zemědělský charakter, který si udržela až do svého zániku. Evidence z roku 1833 zaznamenala 21 domů se 129 obyvateli, kteří chovali celkem sedm koní, osmnáct volů, dvanáct krav a dvanáct koz. Typické bylo ovocnářství, zejména pěstování jablek, vlašských a lískových ořechů. Úrodu jablek v letech 1826–1832 zničily přemnožené housenky. V roce 1832 vesnici postihla epidemie cholery, ale hygienická osvěta šířená radovesickým farářem zabránila úmrtím. Roku 1859 byla na návsi postavena novorománská kaple.
V devatenáctém století mezi Dřínkem a Radovesicemi fungovaly drobné jámové lomy na vápenec, z něhož se vyrábělo vápno pro místní potřebu. Vápenky zůstaly v provozu do začátku dvacátého století. V roce 1919 ve vsi kromě zemědělců působil pokrývač, švec, hospodský a pošťák.
Vesnice byla úředně zrušena v letech 1969–1971 kvůli budování Radovesické výsypky povrchového Lomu Maxim Gorkij. Její obyvatelé se přestěhovali do Bíliny.

## Obyvatelstvo
Při sčítání lidu v roce 1921 zde žilo 124 obyvatel (z toho 53 mužů), z nichž byli čtyři Čechoslováci a 120 Němců. S výjimkou jednoho evangelíka a tří lidí bez vyznání se hlásili k římskokatolické církvi. Podle sčítání lidu z roku 1930 měla vesnice 142 obyvatel: osm Čechoslováků a 134 Němců. Kromě jednoho evangelíka a jednoho člověka bez vyznání byli římskými katolíky.
|                                                                 | 1869 | 1880 | 1890 | 1900 | 1910 | 1921 | 1930 | 1950 | 1961 | 1970 | 1980 | 1991 | 2001 | 2011 |
| --------------------------------------------------------------- | ---- | ---- | ---- | ---- | ---- | ---- | ---- | ---- | ---- | ---- | ---- | ---- | ---- | ---- |
| Obyvatelé                                                       | 105  | 105  | 95   | 116  | 123  | 124  | 142  | 81   | 81   | —    | —    | —    | —    | 1    |
| Domy                                                            | 21   | 21   | 21   | 22   | 24   | 26   | 30   | 26   | —    | —    | —    | —    | —    | —    |
| Počet domů z roku 1961 je zahrnut v domech místní části Razice. |      |      |      |      |      |      |      |      |      |      |      |      |      |      |